# 一関市水道部
一関市上下水道部（いちのせきしじょうげすいどうぶ）は、岩手県一関市内における上水道の供給および同市藤沢町砂子田地区に工業用水道を供給する地方公営企業である。

## 沿革
- 当市の水道事業は旧一関市で1935年度（昭和10年度）に給水が開始されたのを皮切りに、旧花泉町・旧大東町・旧千厩町・旧川崎村が1954年度（昭和29年度）に、旧藤沢町が1956年度（昭和31年度）に、旧東山町が1960年度（昭和35年度）に給水が開始された。その後、2005年（平成17年）9月20日に藤沢町を除く7市町村で合併し、その際に4水道事業（一関、花泉、千厩、東山）を統合。2011年（平成23年）9月26日に藤沢町と合併が行われた際に1水道事業が加わり、当時は簡易水道18事業も運営されていたが、2016年（平成28年）度末にこれらの事業を統合し、1つの水道事業に統合された[1]。
- 2018年（平成30年）4月に再編で、水道業務で東部6地域（花泉を除く）は千厩支所に集約し東部水道課を設置。花泉地域は本庁に集約[4]。

## 概況
2014年度の一関市の給水人口は83,950人（上水道）+23,533人（簡易水道）、年間総配水量は10,297,989m3（上水）+2,405,564m3（簡水）、配水管延長は1,009,819m（上水）+895,112m（簡水）であった。

## 施設
上水道・簡易水道を合わせた各施設数（2016年3月時点）は以下の通り。
- 水源 - 45
- 浄水施設 - 34
- 一次配水池 – 42、二次配水池 – 37、三次配水池 – 15、四次配水池 - 1
- 二次ポンプ場 – 68、三次ポンプ場 – 37、四次ポンプ場 – 4

## 組織
- 業務課、給水課、浄配水課、建設水道課（各支所）[5]

## 経営
2015年度の上水道事業給水原価は222.58（円/m3）と比較的高いが、企業債残高対給水収益比率は640.08％とやはり高く、経営状況は厳しい。また簡易水道ではそれぞれ704.08（円/m3）、3,564.13%と一層厳しくなっている。これらの経営状況を受け、2017年4月1日から上水道・簡易水道事業を統合し、料金体系を統一化した。また2019年度、2024年度でそれぞれ10％ずつ料金値上げが予定されているが、それでも繰入金を毎年11億円以上計上する必要がある。